# Fender Stratocaster
De Fender Stratocaster is een elektrische gitaar (ontworpen door Leo Fender, Freddie Tavares en George Fullerton) die in 1954 op de markt kwam en het meest verkochte model is. Fender heeft meer Telecasters verkocht, maar van de Stratocaster zijn meer licentie-replica's (van andere merken, voornamelijk Japans) verkocht.

## Kenmerken

### Body

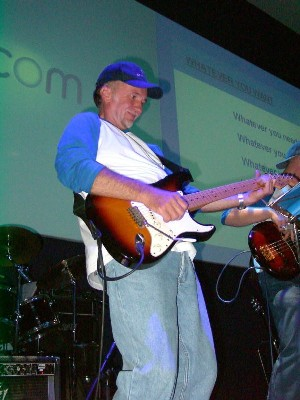
Fender Stratocaster

Zoals bij veel Fendergitaren is het corpus meestal gemaakt uit twee of drie verlijmde stukken elzenhout, maar bij transparante lak wordt vaak essenhout gebruikt vanwege de sterker zichtbare tekening. De vorm is aangepast aan die van het menselijk lichaam (contour body). Hierdoor is een Stratocaster ergonomischer dan bijvoorbeeld de Fender Telecaster.
De positieholtes van het corpus waren een belangrijke innovatie. De onderste holte geeft de gitarist net als bij de telecaster de mogelijkheid makkelijk de hoogste noten te spelen. De bovenste positieholte laat toe dat de gitarist daarbij zijn duim om de hals kan houden. Het geheel is door de bovenste hoorn perfect in balans waardoor de gitaar niet draait (neckdive) of kantelt.

### Hals
De hals is normaliter met vier schroeven aan de body bevestigd in een uitsparing die daarvoor bedoeld is. Die schroeven zitten aan de achterzijde van het corpus door een metalen plaat, die voorkomt dat de schroeven zich door het hout heen trekken. De hals wordt van esdoorn-hout gemaakt. De toets werd in de jaren vijftig ook uit esdoorn vervaardigd. Vanaf 1959 werd echter palissander gebruikt. Tegenwoordig worden beide houtsoorten gebruikt, hoewel het gebruik van palissander sinds 2017 in veel landen aan restricties verbonden is. Daarom worden tegenwoordig ook andere houtsoorten met soortgelijke eigenschappen voor de toets gebruikt, zoals pau ferro. Op de toets waren in eerste instantie 21 frets aangebracht. Bij latere modellen zijn dat er vaak 22. Voor die 22e fret steekt de toets dan enkele millimeters uit over het corpus, terwijl een toets met 21 frets stopt bij de rand van de hals. Door de hals loopt een stalen halspen, die of wel bij de hiel, of bij de kop te verstellen is om de ideale halskromming te bereiken. De kop heeft net als bij de Telecaster al het geval was zes stemmechanieken op een rij. Wel is de kop net iets groter dan bij een Telecaster. De hoogste twee snaren worden met een string tree omlaag gehouden zodat deze niet uit hun sleuven in de topkam worden getrokken. De vorm van de hals is in de loop der tijd meermaals aangepast. Ook is de radius van de bolling van de toets gewijzigd van 7,5 inch naar 9,5 inch. Tegenwoordig worden op sommige Stratocasters ook vlakkere toetsen of toetsen met een bollingsverloop gebruikt.

### Brug

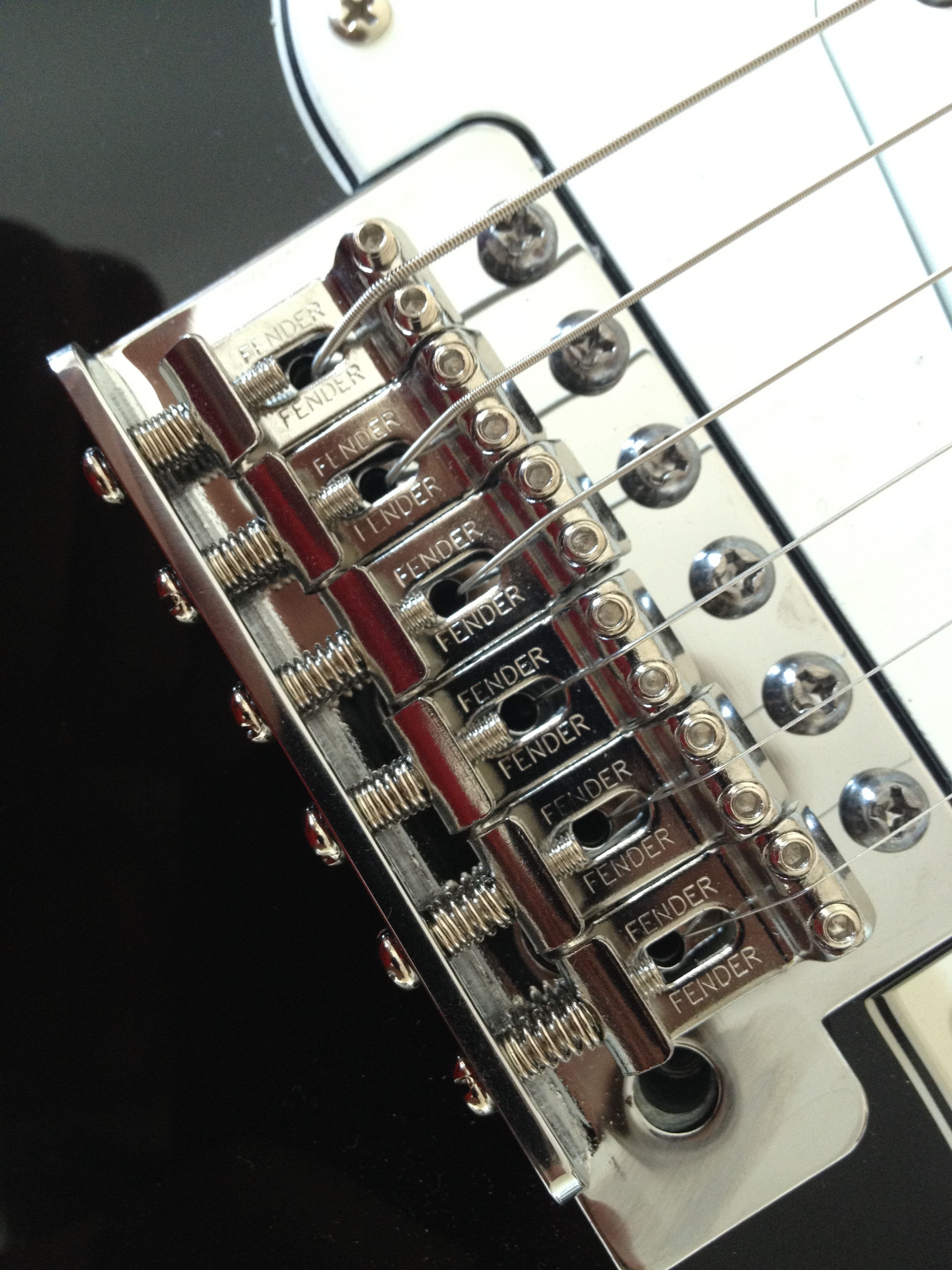
Een close-up van een Stratocasterbrug met gebogen zadels. De vibrato-arm kan in het gat worden geschroefd.

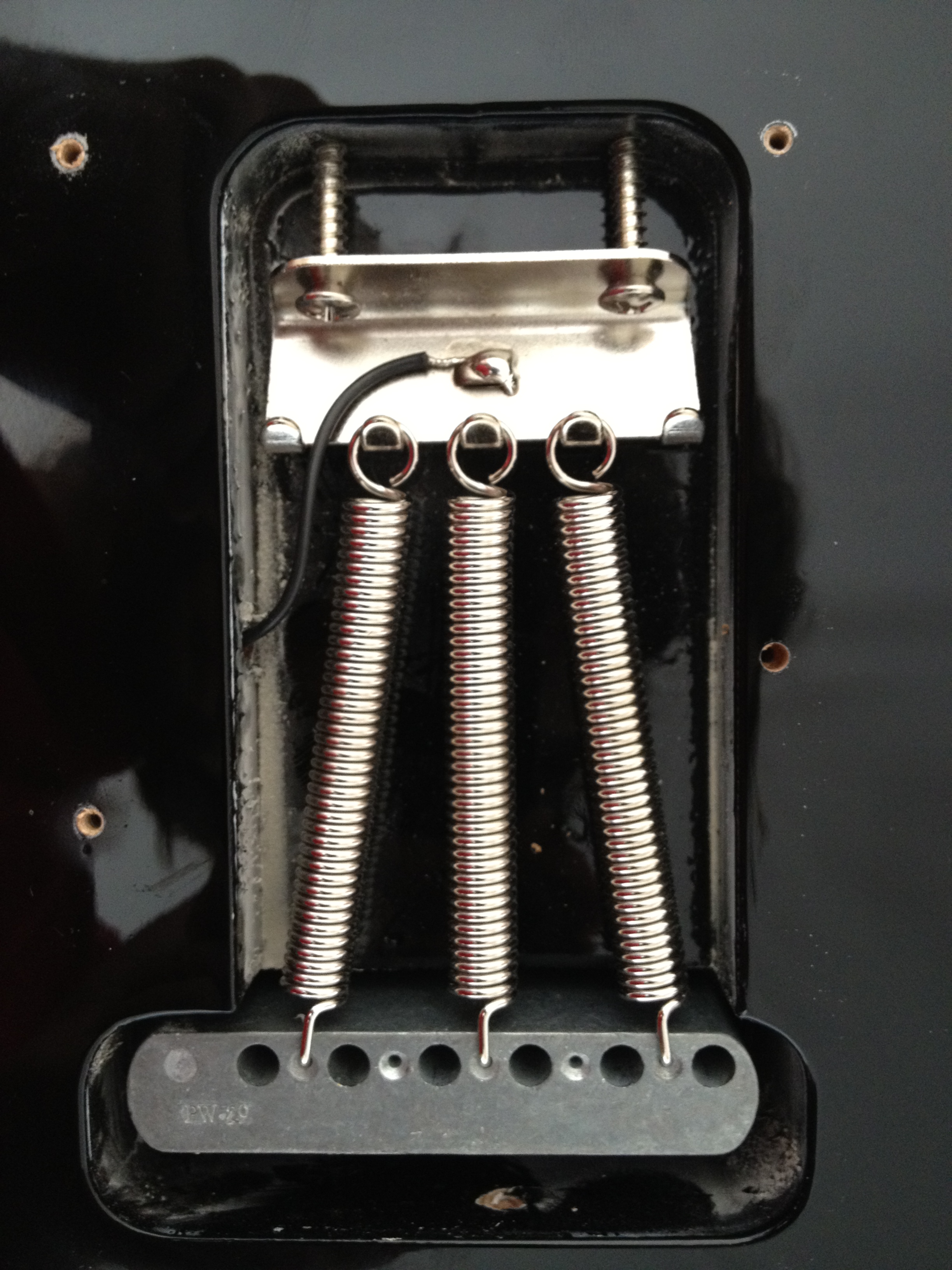
De veren die door aan het sustainblock van de vibratobrug te trekken de snaarspanning weer herstellen.

De Stratocaster is meestal voorzien van een vibrato-brug (door Fender foutief 'tremolo' genoemd) voor het opwekken van vibrato.. Hiertoe wordt de gehele brug met behulp van een vibrato-arm in beweging gebracht. Dit was in 1954 een nieuw principe. Bij eerdere vibratosystemen werd de spanning van de snaren die over een vaste brug liepen veranderd middels een beweegbaar staartstuk. Twee tot vijf veren die in een uitsparing aan de achterzijde van het corpus zitten, trekken de brug weer terug in zijn normale positie. Op vroege Stratocasters zat over de brug een verchroomd kapje dat slechts een esthetische functie had. Dit werd door de meeste gitaristen verwijderd omdat het de techniek van het afdempen vanaf de brug onmogelijk maakt. Er bestaan overigens ook Stratocasters met een vaste brug maar die komen minder vaak voor. Deze bruggen worden hard tail bruggen genoemd en gebruiken hetzelfde type individueel in hoogte en afstand af te stellen zadels dat ook op de vibratobruggen zit. De snaren worden bij beide type bruggen via de achterkant over de zadels geleid. Die zadels waren origineel van in de juiste vorm gebogen staal gemaakt. Later kwamen er ook zadels van massief staal op de markt.

### Elektronica
De Stratocaster is meestal voorzien van drie enkelspoel-gitaarelementen. Deze zitten net als de rest van de elektronica alle drie in de slagplaat gemonteerd. Van 1954 tot pakweg 1969 werd het aantal wikkelingen van de gebruikte elementspoelen ieder jaar iets groter, waardoor de Stratocasters steeds iets harder en voller gingen klinken. Van 1954 tot 1977 hadden Stratocasters een driewegkeuzeschakelaar voor het activeren van de verschillende elementen. Diverse gitaristen experimenteerden met het plaatsen van deze schakelaar tussen twee standen in waarbij er twee elementen parallel actief zijn, omdat dit een ander geluid opleverde. Pas in 1977 besloot Fender dan maar een schakelaar met vijf standen in te bouwen.(Bron https://www.fender.com/articles/instruments/sounds-aplenty-the-stratocaster-pickup-selector-switch#:~:text=For%20the%20first%2023%20years,was%20a%20three%2Dposition%20switch) Deze waren los al als aftermarketproducten van derden te verkrijgen. Leo Fender zelf vond de twee extra combinaties van elementen die hiermee mogelijk werden echter niet mooi klinken.
Sinds enkele 2023 wordt op de topmodellen de 'S-1'-switch toegepast.(bron https://www.deluxeguitar.com/207/the-fender-american-deluxe-stratocaster-s-1-switching-system/) Deze schakeling laat een grote veelheid van combinaties tussen de verschillende elementen toe, in serie, parallel, in fase, en uit fase. Hierdoor krijgt de op zich reeds veelzijdige gitaar er nog een aantal mogelijkheden bij. Op een Stratocaster zitten normaliter een knop voor volume en twee knoppen voor toon. Oorspronkelijk werd met een van de toonknoppen het hele signaal bediend en was de tweede toonknop bedoeld om de klankkleur van het middelste element te bedienen. In de praktijk vonden veel gitaristen het geluid van het brug-element echter te schel en werd het circuit zo aangepast dat de tweede toonknop het brugelement beïnvloedde. Fender heeft die modificatie later ook in het ontwerp doorgevoerd. De gebruikte potentiometers hebben normaliter een weerstand van 250 kilo-ohm. De aansluiting voor het snoer naar de versterker zit op de voorzijde van het corpus, onder een hoek van ongeveer 30 graden.
De slagplaat was in eerste instantie wit van kleur. Vanaf 1974 kwamen er ook zwarte en gekleurde slagplaten. Het witte plastic van oude slagplaten uit de eerste decennia verkleurde in de loop der tijd naar lichtgroen.

### Aanpassingen door CBS
Nadat Leo Fender zijn bedrijf in 1965 wegens gezondheidsklachten aan CBS had verkocht, werden door de nieuwe eigenaar langzaam maar zeker aanpassingen aan het model aangebracht om de productie te stroomlijnen, mee te gaan met de geldende smaak, en de kosten te drukken. Hoogtepunt van deze 'innovaties' was de introductie van de driepunts halsverbinding, in de jaren zeventig. Deze 'tilt-neck'-constructie geldt nog steeds als een misser in de roemrijke historie van de Fender Stratocaster.
Door de lagere kwaliteit van de CBS-Stratocasters liepen de prijzen van de pre-CBS-gitaren op de tweedehandsmarkt al snel op. Deze instrumenten zijn tegenwoordig vele malen duurder dan nieuwe exemplaren.
In 1985 werd het merk Fender verkocht aan het management. Stratocasters zijn gedurende de afgelopen jaren geproduceerd in de Verenigde Staten, Japan, Korea, Mexico, India en Indonesië. Hierdoor is de markt ondoorzichtig geworden, mede doordat Fender onder het merk Squier goedkope uitvoeringen van de Stratocaster op de markt brengt. Een "echte" Stratocaster moet al gauw een Fender-VS-model zijn.
In 2004 vierde de Stratocaster haar vijftigste verjaardag. Dat werd in de Wembley Arena gevierd met een optreden van een aantal van 's werelds beste gitaristen, met als resultaat de dvd The Strat Pack: Live in Concert. Hoewel de Stratocaster al lang bestaat, is het ontwerp toch vrijwel onveranderd gebleven. Er bestaan wel zogenaamde "Superstrats", Stratocasters of Stratocasterklonen waarbij extra mogelijkheden zijn ingebouwd (zwaardere pickups, andere tremolo-systemen), maar de basis blijft het ontwerp van Leo Fender uit 1954: de "contour body", zo afgerond dat hij perfect tegen het lichaam van de gitarist past; de drie pickups, de vibrato, de schuine plug-ingang en de karakteristieke gitaarkop.

## Bekende gebruikers

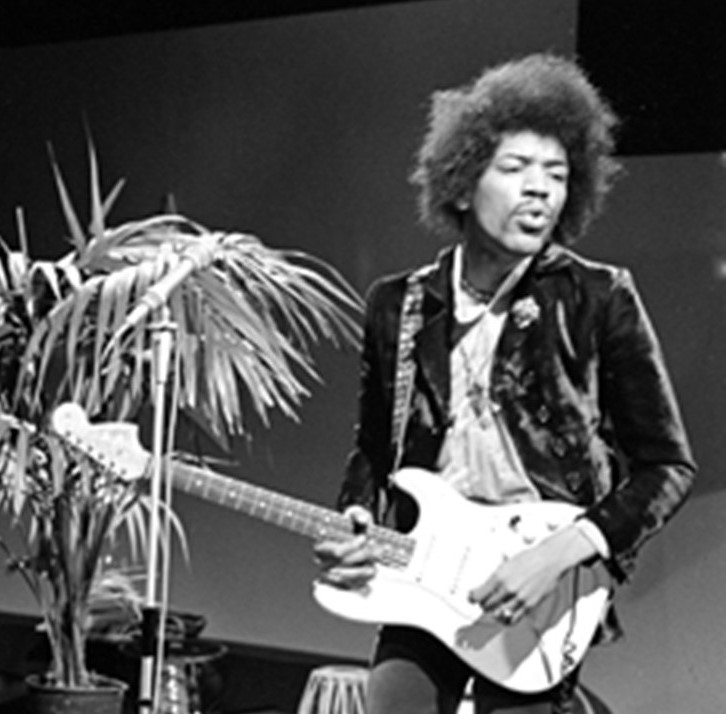
Jimi Hendrix bespeelt de Fender Stratocaster (Hoepla, 1967)

Onder de vele bekende muzikanten die furore hebben gemaakt met de Fender Stratocaster zijn Rory Gallagher, Jeff Beck, Mark Knopfler, Buddy Holly, Ritchie Valens, Hank B. Marvin, Raymond van het Groenewoud, Jan de Hont, David Gilmour, Jimi Hendrix, Ritchie Blackmore, Yngwie Malmsteen, Eric Clapton, Billie Joe Armstrong, Dave Murray, Stevie Ray Vaughan, John Frusciante, Eric Johnson, Robert Cray, Erwin Java, Alex Turner, Richie Sambora, Andy Summers, Kurt Cobain, John Mayer, Tom DeLonge, F.R. David, Ron Wood en voorts Dick Dale, die in de ontwikkelperiode van de Stratocaster de taak had deze als muzikant te testen voor Leo Fender.
Een aantal van hen heeft een zogenaamd signatuurmodel, een Stratocaster ontworpen en geproduceerd naar de eisen van de artiest. De eerste signatuur-strat was de Eric Clapton-Stratocaster in 1988.

## Trivia
- Stratocasters die uit onderdelen van verschillende stratocasters zijn samengesteld (zoals 'blackie' van Eric Clapton), worden in gitaristenjargon vaak "partcasters" genoemd. Een Fender Stratocaster is erg makkelijk te demonteren en vrijwel alles is te vervangen. Een andere term die gebruikt wordt voor dit soort gitaren is 'Frankenstrat' of 'Frankensteinstrat' (naar Eddie Van Halens gitaar Frankenstein)
- Om een conflict over intellectuele eigendommen te voorkomen geven andere fabrikanten hun Stratocaster-achtige gitaren meestal aan als S-type of S-style omdat de naam Stratocaster is beschermd onder het merkenrecht.[bron?] Ook is de vorm van de kop wettelijk beschermd en mag die alleen onder licentie van Fender worden (na)gemaakt. In de jaren 80 werd door de Amerikaanse douane dan ook van veel Aziatische strat-kopieën de kop afgezaagd.[bron?] Op de vorm van de body heeft Fender geen patent aangevraagd.